# Дисковая утилита
Дисковая утилита, или Disk Utility, — утилита для работы с файловыми системами жёстких и оптических дисков в macOS.
Утилита является частью системы и служит основным инструментом управления накопителями данных в macOS, позволяя работать с физическими дисками и образами дисков. Пользователю доступны следующие функции:
- проверка и восстановление системного диска[1];
- восстановление нарушенных прав доступа к файлам[2];
- управление жёсткими дисками — форматирование, стирание, исправление ошибок, разбиение диска на разделы[3];
- создание образов дисков и их монтирование[4];
- получение информации о размерах и типах всех дисков, подключённых к компьютеру;
- безопасное удаление информации с дисков[5], включая жёсткие диски и оптические перезаписываемые CD-RW и DVD-RW;
- создание RAID-массива (группы отдельных дисков, функционирующих как единый том);
- запись содержимого образа диска на оптические диски или флэш-накопители.

Большинство дистрибутивов программ для macOS распространяются в виде файлов с расширением .dmg, которые фактически являются образами дисков. При открытии пользователем такого файла дисковая утилита автоматически монтирует образ к файловой системе.

## Утилиты для анализа дискового пространства
Анализаторы дискового пространства (или программное обеспечение для анализа использования диска ) — это программные утилиты для визуализации использования дискового пространства путем получения размера каждой папки (включая подпапки) и файлов в папке или на диске. Большинство этих приложений анализируют эту информацию, чтобы создать графическую диаграмму, показывающую распределение использования диска в соответствии с папками или другими заданными пользователем критериями.
Некоторые анализаторы дискового пространства, такие как DiskReport, позволяют анализировать историю размера и количество файлов для каждой папки, чтобы помочь найти растущие папки.
Примеры:
- TreeSize https://www.jam-software.de/treesize
- Scanner http://www.steffengerlach.de/freeware/
- WinDirStat
- SpaceSniffer
- JDiskReport http://www.jgoodies.com/freeware/jdiskreport/
- FolderSizes http://www.foldersizes.com/
- Directory Report разработчик SagaxSoft
- WizTree
- DiskReport
- GNOME Disk Usage Analyzer
- Filelight https://en.wikipedia.org/wiki/Filelight